# 한림 나들목
한림 나들목(Hallim IC)은 경상남도 김해시 한림면 명동리에 설치된 부산외곽순환고속도로의 3번 교차로이다. 2019년 7월 17일에 개통되었다.

## 역사
- 2018년 11월 28일 : 나들목 개통일을 2019년 말로 연기[1]
- 2019년 6월 24일 : 2020년까지 한림 나들목 요금소 신축을 위해 경상남도 창원시 의창구 동읍 용정리 ~ 부산광역시 기장군 일광면 횡계리 48.8km 구간 도로구역 변경[2]
- 2019년 7월 17일 : 진영 기점 9.04km 위치에 나들목 개통[3]

## 구조물 정보
본래 이 나들목은 한림 방향으로 진입하는 차량과 기장 방향으로 진출하는 차량만 이용할 수 있는 하이패스 전용 나들목으로 건설되는 것으로 설계되었지만, 인근 주민들이 반발하고 김해시에서 지속적으로 정규 나들목으로 설치해줄 것을 요구하여 정규 나들목으로 건설해 개통하게 되었다.
- 위치 : 경상남도 김해시 한림면 명동리

## 접속하는 도로
- 한림로

## 교통량 정보
| 요금소        | 통행량 (대/일) | 각주  |
| 요금소        | 2019년         | 각주  |
| ------------- | -------------- | ----- |
| 한림 (폐쇄식) | 1,703          | [ 5 ] |